# Století
Století v obecném smyslu je sto po sobě jdoucích let (např. 1850–1949), avšak ve smyslu dějepisném je to období letopočtu, kde každé století našeho letopočtu začíná rokem v zápise končícím na číslici jedna (tj. první rok daného století) a končí stým rokem století (v zápise končícím na číslici nula).
Století před naším letopočtem začíná rokem v zápise končícím na číslici nula (první rok daného století) a končí rokem v zápise končícím na číslici jedna (poslední rok daného století).
I století je popisováno jako řadová číslovka, tudíž například „osmnácté století“ (přesněji osmnácté století našeho letopočtu) neboli 18. století odpovídá pořadovým rokům letopočtu 1701 až 1800 (začátek až konec), 19. století (1801–1900), 20. století (1901–2000) atd. Osmnácté století před naším letopočtem odpovídá pořadovým rokům letopočtu 1800 před n. l. až 1701 před n. l. (začátek až konec).
| 1. tisíciletí | 1. století  | 2. století  | 3. století  | 4. století  | 5. století  | 6. století  | 7. století  | 8. století  | 9. století  | 10. století |
| 2. tisíciletí | 11. století | 12. století | 13. století | 14. století | 15. století | 16. století | 17. století | 18. století | 19. století | 20. století |
| 3. tisíciletí | 21. století | 22. století | 23. století | 24. století | 25. století | 26. století | 27. století | 28. století | 29. století | 30. století |

| 1. tisíciletí př. n. l. | 1. století  | 2. století  | 3. století  | 4. století  | 5. století  | 6. století  | 7. století  | 8. století  | 9. století  | 10. století |
| 2. tisíciletí př. n. l. | 11. století | 12. století | 13. století | 14. století | 15. století | 16. století | 17. století | 18. století | 19. století | 20. století |
| 3. tisíciletí př. n. l. | 21. století | 22. století | 23. století | 24. století | 25. století | 26. století | 27. století | 28. století | 29. století | 30. století |
| 4. tisíciletí př. n. l. | 31. století | 32. století | 33. století | 34. století | 35. století | 36. století | 37. století | 38. století | 39. století | 40. století |